# Кажан (фільм, 1979)
«Летю́ча Ми́ша» (рос. «Летучая мышь») — радянський двосерійний музичний художній телефільм, поставлений на Кіностудії «Ленфільм» в 1979 році режисером Яном Фрідом за однойменною оперетою Йоганна Штрауса. Телевізійна прем'єра фільму відбулася 4 березня 1979 року.

## Сюжет
Віденський банкір Генріх Айзенштайн за вчинене браконьєрство має сісти до в'язниці. Але, розповідаючи дружині Розалінді про цю подію, він забріхується, тому, що до будиночка лісника відправився з якоюсь Еммою, дружиною свого знайомого Шульца. Директор місцевого театру Фальк, що невчасно з'явився, мимоволі потрапивши в цю делікатну ситуацію, змушений рятувати свого легковажного приятеля. Сяк-так виплутавшись, він умовляє Генріха провести цей вечір на балу, який дає відомий меценат князь Орловський, що приїхав з Росії. Заради розваги Генріх готовий почекати з в'язницею і, що набагато складніше, збрехати дружині. Але він не підозрює, що підступний Фальк, в помсту, вирішив розіграти його за допомогою його ж власної покоївки Аделі, яка за планом Фалька теж повинна приїхати на бал в ефектному костюмі «Летючої Миші» і спокусити свого господаря. Адель погоджується на цю авантюру, тому що мріє стати акторкою й успіх розіграшу стане доказом її акторських здібностей.
Генріх збирається нібито до в'язниці, а насправді — танцювати та розважатися. Розалінда, випадково почувши розмову Фалька та Аделі, дізнається, де чоловік збирається провести ніч. Адель намагається відпроситися у Розалінди нібито на могилу бабусі, але, викрита у брехні, зізнається господині в усьому. В голові Розалінди народжується хитромудрий план, як провчити недолугого чоловіка і його легковажного друга. Для цього вона вирішує з'явитися на балу в наряді «Летючої Миші» сама, а Адель відправити туди під виглядом якоїсь баронеси.
Після від'їзду приятелів до будинку Айзенштайна приходить таємний шанувальник Розалінди студент Альфред. Розалінда спершу не хоче впускати його, але оскільки за Генріхом скоро має приїхати карета з в'язниці, все ж приймає свого невдалого залицяльника, підпоює його і відправляє до в'язниці замість чоловіка.
А Генріх та Фальк тим часом щосили веселяться. У самий розпал веселощів на балу з'являються «баронеса» й «Летюча Миша». Як і належить за законом жанру, чоловік не впізнає свою дружину під маскою, і починає доглядати за нею з усім запалом пристрасті. Втративши голову, в знак вірності він дарує їй кишеньковий годинник, раніше подарований йому самою ж Розаліндою. А «баронеса» тим часом успішно зачаровує багатьох шанувальників, готових відразу зробити їй пропозицію руки й серця.
Вранці, після балу, Генріх їде до в'язниці, щоб відсидіти термін, але з подивом дізнається, що там сидить вже один «Айзенштайн». Підозрюючи дружину в невірності, Генріх під виглядом адвоката має намір з'ясувати подробиці, викрити зрадницю і покарати, але, викритий сам необачно подарованим годинником, просить у дружини пробачення і, звичайно ж, отримує його. В результаті легковажні приятелі осоромлені та прощені, студент отримує заслужену свободу, а талановита покоївка — місце акторки в театрі Фалька.

## У ролях
- Юрій Соломін —  Генріх Айзенштайн, чоловік Розалінди, барон (співає Володимир Барляєв)
- Людмила Максакова —  Розалінда Айзенштайн, дружина Генріха, баронеса (співає Лариса Шевченко)
- Віталій Соломін —  Фальк, друг Генріха, директор театру  (співає Олександр Мурашко)
- Лариса Удовиченко —  Адель, служниця в будинку Айзенштайн, акторка  (співає Софія Ялишева)
- Олег Відов —  Альфред, шанувальник Розалінди, студент  (співає Макар Алпатов)
- Юрій Васильєв —  князь Орловський  (співає В'ячеслав Тимошин)
- Ігор Дмитрієв —  Франк, директор в'язниці (співає Борис Смолкін)
- Євген Весник —  прокурор Амедей, чоловік Амалії, батько Лотти
- Глікерія Богданова-Чеснокова —  Амалія, дружина прокурора, мати Лотти
- Ольга Волкова —  Лотта, дочка Амалії й прокурора Амедея
- Сергій Філіппов —  лісничий / офіціант
- Іван Любезнов —  Фрош, черговий тюремник
- Володимир Ляховицький —  помічник Фроша
- Олександр Дем'яненко —  Блінд, адвокат

## Знімальна група
- Композитор — Йоганн Штраус
- Сценарист — Ян Фрід за мотивами лібрето Миколи Ердмана і Михайла Вольпіна
- Режисер-постановник — Ян Фрід
- Головний оператор — Анатолій Назаров
- Головний художник — Семен Малкін
- Головний балетмейстер — Костянтин Сергєєв
- Балетмейстери — Ніна Пельцер, Микола Шаригін
- Балет Ленінградського академічного театру опери та балету ім. С. М. Кірова
солістка — Валентина Ганібалова (танок «Кажана»)
- Оркестр і хор Ленінградського театру музичної комедії
Музичний керівник і диригент — Володимир Рилов